# アンドレア・ボラーニョ
アンドレア・ボラーニョ（伊: Andrea Boragno、1950年 - ）は、はイタリアの著名な経営者である。2004年から2023年までCEO、2006年から2024年まで会長を務めたアルカンターラ社（Alcantara S.p.A.）では、サステナビリティへの企業コミットメントの先駆者となった。
また、ALCANTARAというブランドをアートの世界と結びつけ、産業界とアート界の新しいコラボレーションを実現したことでも知られる。
同氏はALCANTARAのブランド認知度をアルカンターラ社の競争戦略の中心に据えることに成功した。インターブランド社の分析によると、アルカンターラのブランド価値は、2006年から2015年の間に15倍に増加し、1億ユーロに達した。
2021年4月には「日本の技術や産業の価値を高め、日伊間の相互理解の促進に貢献した」として、日本政府から外国人に与えられる最高の栄誉のひとつである旭日小綬章が授与された。
2010年には、彼のリーダーシップのもと、アルカンターラ社はコンフィンドゥストリア-ピニンファリーナ特別賞（イタリア共和国大統領賞）を受賞している。

## 学歴
ジェノヴァ大学で化学工学の学士号を取得後、ミラノのボッコーニ大学で経営学修士号（MBA）を取得した。

## 来歴
キャリアの初期には、ピレリ社、モンテエジソン社、ヒモント社、モンテフィブレ社などの企業で、マーケティング・営業から経営計画、技術マーケティング、財務会計など幅広い役職を歴任した。
1990年、東レ株式会社傘下のイタリア企業、アルカンターラ社に入社した。1998年に、TUA Inc.のCEOに任命された。
2006年より2024年までアルカンターラ社の会長、2004年から2023年までCEOを務めた。また、2007年6月から2023年まで東レ株式会社の専任理事も兼任した。さらに2024年よりToray international Europe Gmbh顧問に就任しているほか、伊日財団（伊: Fondazione Italia Giappone）副会長も務めている。
2021年4月、「日本の技術や産業の価値を高め、日本とイタリアの相互理解に貢献した」として、日本政府から外国人に与えられる最高の栄誉の一つである「旭日小綬章」を受章。

## サステナビリティへの注力
2009年からはアルカンターラ社において本格的なサステナビリティへの取り組みをスタートさせた。同社は彼の主導の下、世界銀行／Connect4Climate、ヴェネチア国際大学、アースデイ・ネットワークなど国際的パートナーとの協力を通じ大規模なステークホルダーとの連携を拡げている。
ボラーニョはこうした連携をもとに、サステナブル経営の世界的普及のため定期的な国際シンポジウムを開催。今日までにアルカンターラはVIU（ヴェネツィア国際大学）と提携して、6つのシンポジウムを開催している。
・第１回：2014年10月「サステナビリティと自動車バリューチェーン」カ・フォスカリ大学の支援により開催。（ヴェニス）
・第２回：2015年10月「自動車エコシステム、サステナビリティへの国際グローバルロード：アジアの観点から」カ・フォスカリ大学の支援により開催。（ヴェニス）
・第３回：2015年10月「サステナビリティと企業価値」は、日本経済新聞社、早稲田大学、ヴェネチア国際大学、伊・アルカンターラ社との共同主催、日本のグローバルビジネス学会の後援で2016年10月に開催。
・第４回：2018年3月「変化への対応：地球温暖化と脱炭素化」（ヴェニス）
・第５回：2019年2月「気候変動：社会との関わり方と脱炭素化の実現に向けて」世界銀行グループ／Connect4Climateのグローバルパートナーシッププログラムの支援により開催。（ヴェニス）
・第６回：2021年10月「グリーンウォッシングとサステナビリティ」SIA (Social Impact Agenda for Italy) の支援により開催。（ヴェニス）
また、アンドレア・ボラーニョは2015年、ローマ教皇・フランシスコの回勅「ラウダート・シ」の内容検討に招かれ、サステナブル企業の模範となるアルカンターラ社の知見を述べた。

## アートへの焦点
ボラーニョはアルカンターラと芸術分野との関係を重視しており、2010年頃より、著名なトップアーティストのみならず、クリエイティブで前衛的なアーティストや国際的なレベルの美術館機関との一連のコラボレーションやプロジェクトを立ち上げた。
アートとのコラボレーションは、16以上の美術館（MAXXI-ローマ国立21世紀美術館、ビクトリア＆アルバート博物館、余徳耀美術館、森美術館やパラッツォ・レアーレや、10以上の都市（特にローマ、ロンドン、上海、東京、ミラノ）と約100人のアーティスト（Nendo、Marcel Wanders、Ross Lovegrove、Giulio Cappellini、Nanda Vigo、Yuri Ancarani、Qin Feng、Qu Lei Lei、Chiharu Shiota、やIris Van Herpen）と合計100以上の作品が展示された。
近年のアルカンターラとアート界の関係の発展と成長におけるボラニョの重要な役割は、ルカ・マシアが編集し、スキラ社から出版された書籍『ALCANTARA The Material of Art』の基礎となった。この本は、アルカンターラが国際的に有名なアーティストやデザイナーと行ってきた多くのコラボレーションやプロジェクトに焦点を当てながら、この特別な関係の誕生と発展の物語を語っている。
アルカンターラが長年にわたりアートを通して行うクリエイティビティとの対話は、産業界と芸術界との文化的コラボレーションの新しい形を定義することとなった。
当初は後援や資金調達を目的とした行われた交流が、現在では国際的な美術館や機関との文化的パートナーシップ関係に取って代わられ、アルカンターラの素材がクリエイティブな制作過程で不可欠となっている。
また、日本の市場はポテンシャルがあるとし、今後はイタリア企業としてミラノ本社からの情報発信に加え、東京からの発信も強化していくことで、ファッション業界での「アルカンターラ」ブランド認知度を高めていく方針を述べ、2014年から日本市場への本格進出を開始した。自動車産業に働きかけるともにY'sやLANVIN COLLECTION / LANVIN en Bleu、FACETASM、FUMIE=TANAKAなど、ファッションブランドとのコラボレーションも積極的に行った。